# Abrostola obscura
Abrostola obscura är en fjärilsart som beskrevs av Claude Dufay 1958. Abrostola obscura ingår i släktet Abrostola och familjen nattflyn. Inga underarter finns listade i Catalogue of Life.